# Fiodor Wowk
Fiodor Kondratiewicz Wowk (Wołkow, ur. 1847 we wsi Kriaczkówka w powiecie piriatyńskim, zm. 1918 w Żłobinie pod Homlem) – ukraiński etnograf, antropolog, muzeolog, demograf i literaturoznawca.
Od 1860 roku studiował na Uniwersytecie Noworosyjskim oraz Kijowskim. W 1873 został współpracownikiem nowo założonego w Kijowie Oddziału Południowo-Zachodniego Rosyjskiego Towarzystwa Geograficznego. Latem 1875 i 1876 wziął udział w ekspedycjach archeologicznych w guberni kijowskiej i wołyńskiej, podczas których zgromadził cenny materiał etnograficzny. W następstwie szykan ze strony władz carskich udał się na emigrację, gdzie przebywał w latach 1879–1905. Od 1887 mieszkał na stałe w Paryżu, gdzie został działaczem miejscowego Towarzystwa Antropologicznego. 

## Wybrane publikacje
- Ruch robotniczy w Europie Zachodniej i myśli o wspólnym życiu społecznym (1878)
- Sicz Zadunajska według miejscowych wspomnień i opowieści (1883, nr I-III)
- Obrzędy weselne u ludów słowiańskich (1890)
- Specyfika etnograficzna narodu ukraińskiego (1916)
- Specyfika antropologiczna narodu ukraińskiego (1916)